# Lucky Tattoo
Knud Harald Lykke Gregersen, mais conhecido como  Tattoo Lucky (Copenhague, 14 de maio de 1928 – Arraial do Cabo, 17 de dezembro de 1983), foi o primeiro tatuador profissional no Brasil. De origem dinamarquesa, aportou no cais de Santos em 1959 trazendo a primeira máquina elétrica de tatuagem para o país.

## Biografia
Nasceu na cidade de Copenhague em 14 de maio de 1928, filho de Jens e Ema Gregersen. Seu pai era tatuador conhecido nas décadas de 1930 e 1940 na Dinamarca. Chegou ao porto de Santos em 20 de julho de 1959, apresentando-se como desenhista e pintor. O Arquivo Nacional ainda conserva sua ficha de registro de número 78655 na Delegacia Especializada de Estrangeiros. Estabeleceu-se na região portuária da rua João Otávio, onde seus clientes marinheiros se concentravam, mas depois mudou-se para rua General Câmara, local no qual montou seu estúdio com os dizeres "It's not a saylor if he hasn't a tattoo." ("Não é um marinheiro se não tiver uma tatuagem").
Lucky viveu em São Paulo por mais de 20 anos, casou-se com uma brasileira, tiveram um casal de filhos, depois mudou-se para Arraial do Cabo no Rio de Janeiro. Um ano depois faleceu, em 17 de dezembro de 1983, no auge de sua carreira, com 55 anos, vítima de ataque cardíaco. 
Ficou muito conhecido no Brasil no final dos anos 70 quando tatuou surfistas, como Petit entre outros, na época conhecidos como “meninos do Rio”. Inspirado nesta revolução contracultural dos caretas, Caetano Veloso compôs a canção Menino do Rio.